# Giampiero Massolo
Giampiero Massolo (Varsavia, 5 ottobre 1954) è un diplomatico e dirigente d'azienda italiano.
Presidente di Mundys dal 2022, è stato presidente di ISPI (Istituto per gli studi di politica internazionale) dal 2017 al 2024, già direttore del Dipartimento delle informazioni per la sicurezza. È stato Segretario generale del Ministero degli affari esteri e della cooperazione internazionale dal 2007 al 2012.

## Biografia
Laureatosi in Scienze politiche (indirizzo politico-internazionale) nel 1976 presso l'Università "Pro Deo" di Roma (poi denominata Libera università internazionale degli studi sociali Guido Carli (Luiss), è entrato nella carriera diplomatica nel 1978. Dal 1980 al 1982 all'Ambasciata presso la Santa Sede, dal 1982 al 1985 all'ambasciata a Mosca come primo segretario, dal 1985 al 1988 alla Rappresentanza permanente presso l'Unione europea a Bruxelles.
Dopo queste esperienze all'estero, incomincia un lungo periodo in Italia. Dal 1990 è presso l'ufficio diplomatico del Presidente del Consiglio dei ministri, di cui nel 1993 diviene Consigliere diplomatico aggiunto. Nel 1994 è capo della segreteria particolare del Presidente del Consiglio dei ministri nel primo governo Berlusconi, e nel 1996 capo dell'ufficio stampa del Ministero degli affari esteri.
Dal 2000 al 2004 è vicesegretario generale del Ministero degli Affari Esteri, e dopo un breve periodo come direttore generale degli affari politici, sempre nel 2004, diviene capo di gabinetto del Ministro degli Affari Esteri Gianfranco Fini fino al 2006, quando assume l'incarico di direttore generale del personale. Nel 2006 viene nominato ambasciatore di rango.
Nel 2007 viene nominato Segretario generale del Ministero degli affari esteri, funzionario più alto in grado nella struttura amministrativa ministeriale.
È stato inoltre "sherpa" italiano nel G8 del 2009 all'Aquila.
L'11 maggio 2012 il Comitato interministeriale per la sicurezza della Repubblica lo nomina direttore del Dipartimento delle informazioni per la sicurezza, in sostituzione di Gianni De Gennaro, nominato a sua volta sottosegretario.
Dopo aver lasciato l'incarico di coordinamento dell'intelligence italiana nell'aprile 2016, un mese dopo viene nominato presidente di Fincantieri. Il 22 novembre 2016 viene eletto anche presidente dell'Istituto per gli studi di politica internazionale (ISPI) a decorrere dal 1º gennaio 2017.
È membro del gruppo italiano della Commissione Trilaterale e del comitato esecutivo della sezione italiana dell'Aspen Institute.
Il 29 luglio 2021 è riconfermato presidente di Fincantieri. Il 20 aprile 2022 viene designato alla presidenza di Atlantia.

## Opere
- Il diplomatico nell’era della globalizzazione e dell’informatizzazione: ruolo, competenze e preparazione in "La Comunità internazionale" 2/2007 (PDF), su esteri.it. URL consultato il 20 settembre 2020.